# Ordem Agostinho Neto
A Ordem Agostinho Neto, oficialmente Ordem Dr. António Agostinho Neto, é uma condecoração estatal de Angola, instituída em 12 de maio de 1990. Desde sua criação, a ordem foi a mais alta condecoração do Estado angolano, mas em 2004 ficou em segundo lugar com a criação da Ordem do Herói Nacional.

## Lista de agraciados
Entre os premiados estão:
- Nelson Mandela (1990)
- José Eduardo dos Santos (1991)
- Kenneth Kaunda (1992)
- Omar Bongo (1992)
- Fidel Castro (1992)
- Manuel Pinto da Costa (1992)
- Joaquim Chissano (1992)
- Quett Masire (1992)
- Robert Mugabe (1992)
- Denis Sassou-Nguesso (1992)
- Aristides Pereira
- Vladimir Putin (2019)[3]
- Marcelo Rebelo de Sousa (2019)
- Luiz Inácio Lula da Silva (2023)[4][5]
- Rei Felipe VI (2023)[6]
- Rainha Letícia de Espanha (2023)[6]